# Encyrtus longipes
Encyrtus longipes är en stekelart som beskrevs av Walker 1874. Encyrtus longipes ingår i släktet Encyrtus och familjen sköldlussteklar. Inga underarter finns listade i Catalogue of Life.